# Greven

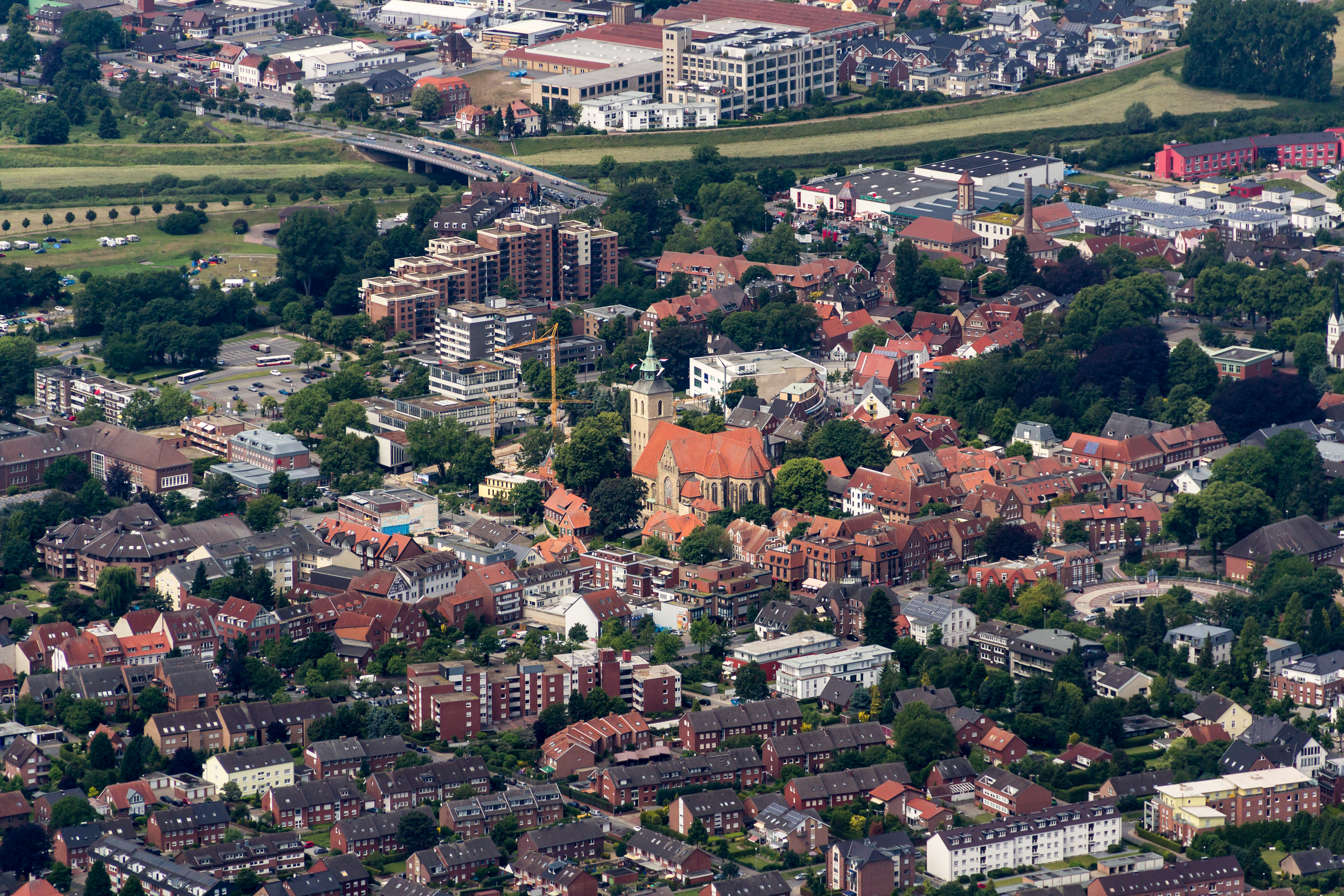
Luftaufnahme der Grevener Innenstadt, 2014

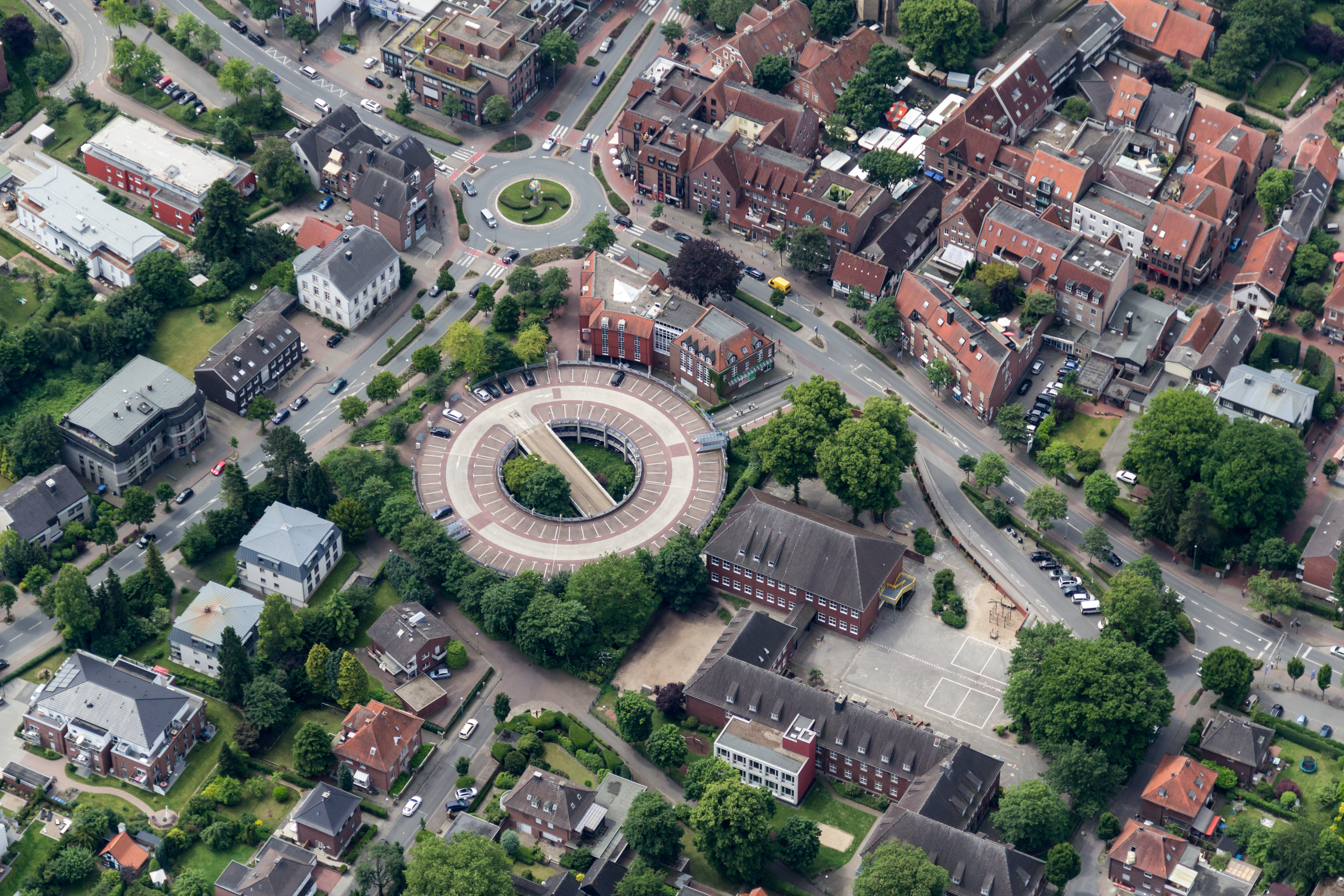
Stadtkern am Völkerballkreisel, 2014

Greven (plattdeutsch Graiwen) ist eine Stadt im Kreis Steinfurt in Nordrhein-Westfalen. Sie liegt im nördlichen Münsterland als Teil des Euregio-Raums zwischen Münster und Osnabrück und wird im Landesentwicklungsplan NRW als Mittelzentrum eingestuft.

## Geographie

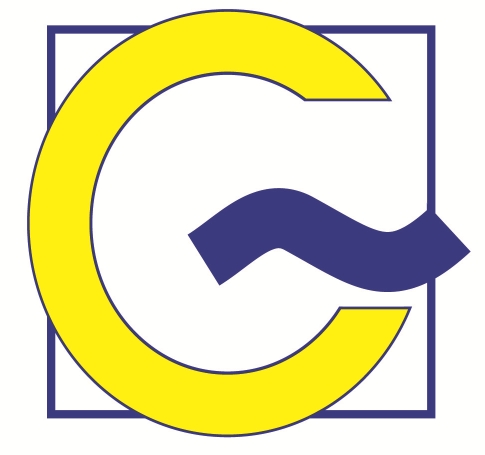
Logo der Stadt Greven

Greven liegt im Münsterland an der Ems. Der Fluss teilt die Stadt in die beiden Stadtteile Greven links der Ems und Greven rechts der Ems, die vor der Stadtwerdung eigenständige Dörfer waren. Auch fließt bei Hembergen die Glane der Ems zu.
Der Dortmund-Ems-Kanal und die A 1 durchqueren das Stadtgebiet. Die Münstersche Aa mündet bei Greven in die Ems, ohne das Stadtzentrum dabei direkt zu erreichen. Im östlichen Stadtgebiet liegt der Franz-Felix-See. Er entstand beim Bau der Autobahn A1 als sogenannter Baggersee und lieferte den für die A1 nötigen Untergrund. Heute ist er ein beliebtes Naherholungsgebiet mit Hotel und Restauration.
Als Naturschutzgebiete sind auf dem Grevener Stadtgebiet die Schutzräume in den Wentruper Bergen, das Gebiet der Bockholter Berge im Süden beim Stadtteil Gimbte, das Boltenmoor, der Hanseller Floth im Südwesten sowie das Naturschutzgebiet Emsaue Süd zu nennen. Außerdem liegt zwischen Greven und Reckenfeld das Wasserschutzgebiet Greven Wentrup.

### Nachbargemeinden
Greven grenzt (im Uhrzeigersinn, beginnend im Südwesten) an Altenberge, Nordwalde, Emsdetten, Saerbeck, Ladbergen (alle im Kreis Steinfurt), Ostbevern und Telgte (beide im Kreis Warendorf), sowie an Münster (kreisfrei).

### Stadtgliederung
Greven ist in die Kernstadt an der Ems (etwa 25.700 Einwohner), die Ortsteile Reckenfeld (ca. 8500 Einwohner), Gimbte (ca. 950 Einwohner) und Schmedehausen (ca. 600 Einwohner) sowie die Bauerschaften Aldrup, Bockholt, Fuestrup, Guntrup, Hanseller Floth, Hembergen, Herbern, Hüttrup, Maestrup, Pentrup, Schmedehausen, Westerode und Wentrup (zusammen ca. 3700 Einwohner) unterteilt. In der Kernstadt leben somit ca. 66 Prozent der Gesamtbevölkerung Grevens. Die Kernstadt lässt sich nochmal in Rechts und Links der Ems unterteilen. Dabei lebt der Großteil der Menschen Rechts der Ems. Mit über 19.700 Einwohnern wohnen dort mehr als die Hälfte aller Grevener (51 %). Dieser Teil Grevens wächst vor allem aufgrund des Neubaugebietes „Wöste“, in dem über 650 Grundstücke entstehen beziehungsweise entstanden. Links der Ems wohnen derzeit knapp 5900 Einwohner (15 %). Insgesamt zählt die Stadt nach eigenen Angaben rund 38.800 Einwohner (Stand 31. Dezember 2019). Nach Rheine und Ibbenbüren ist Greven damit vor Emsdetten die drittgrößte Gemeinde des Kreises Steinfurt. Zudem hat die Stadt Greven einen Demographiebericht verfasst, der u. a. Aufschluss über die vorhandene Altersstruktur gibt.

## Geschichte

### Namensgebung
Greven leitet sich aus dem Siedlungsnamen „Grevaon“ (Urbar des Klosters Werden, Ende 9. Jahrhundert) ab, was so viel bedeutet wie „bei den Gräben“ und sich auf die vor- und frühgeschichtlichen Emsarme (Laken, tote Flussbette) bezieht.

### Frühgeschichte
Auf Grevener Gebiet sind Spuren (Pfeilspitzen) von Jägern der Mittleren Steinzeit gefunden worden. Es gibt Spuren von Siedlungen aus der Jungsteinzeit, ein Grab aus der Bronzezeit und vorrömische Funde.

### Mittelalter

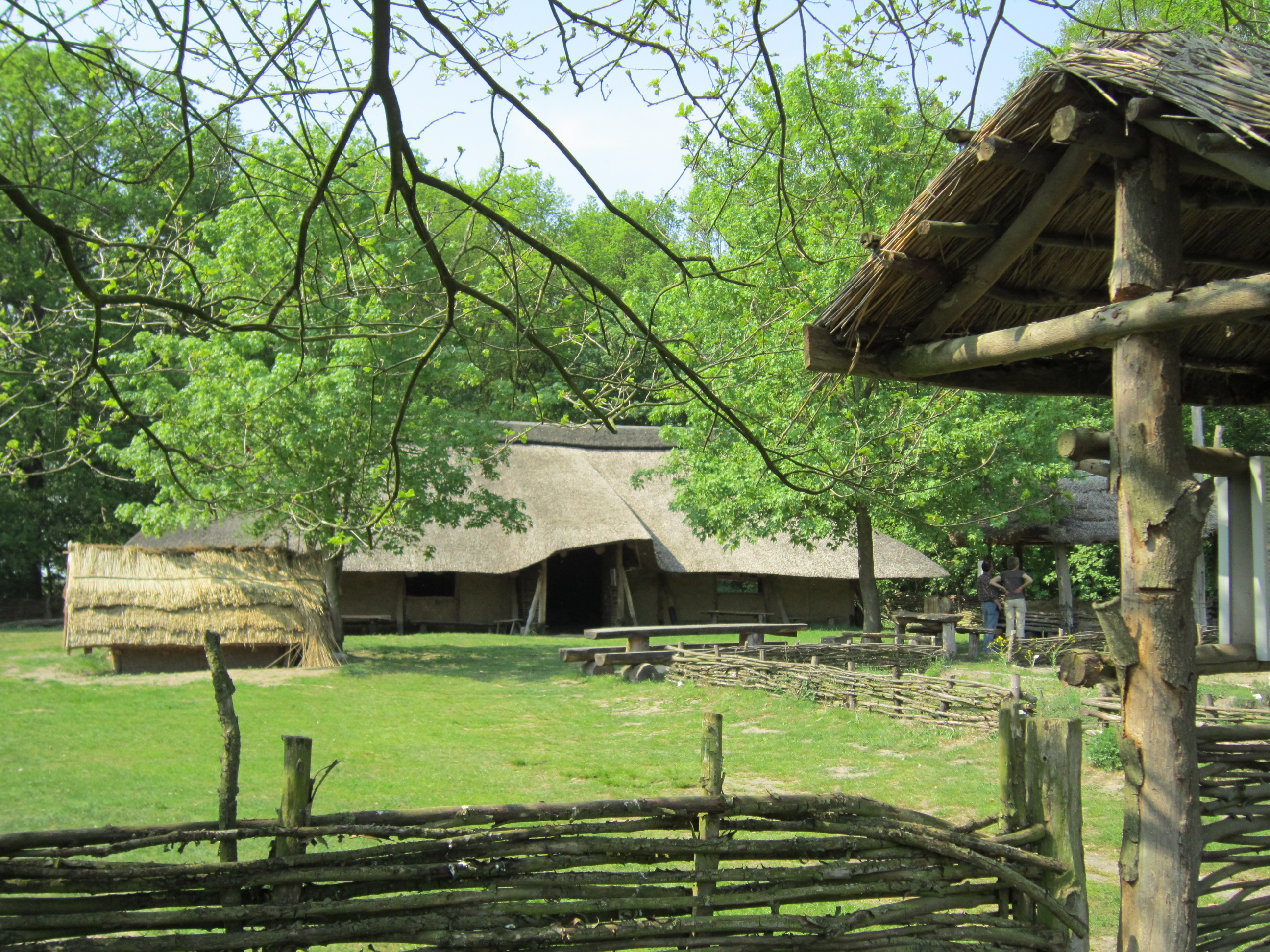
Sachsenhof Pentrup

Zur Zeit der Sachsen liegt Greven an der nördlichen Spitze des Dreingaus. Zu diesem Zeitpunkt scheint es rund um den Ort verschiedene bäuerliche Anwesen gegeben zu haben. Das Freilichtmuseum Sachsenhof in Greven-Pentrup ist die Konstruktion eines Anwesens, das im münsterschen Stadtteil Gelmer ausgegraben wurde. Seit Beginn der Sachsenkriege (772–804) sind fränkische Siedler nachweisbar.
Grevens Lage an einem Emsübergang und am Ende der schiffbaren Ems bestimmten lange Zeit die Entwicklung des Dorfes. Zur Sicherung des Emsübergangs wurden acht Höfe, die durch einen Vogt verwaltet wurden, entlang der heutigen Markt- und Münsterstraße angelegt. Ca. 793 Gründung der Kirche St. Martinus durch den heiligen Liudger. Greven zählt zu einer der Urpfarreien, die um 800 von Bischof Liudger gegründet wurden. Um 900 wird der Name „Grevaon“ erstmals urkundlich erwähnt. Zwischen 900 und 1200 gab es eine mittelalterliche Siedlung im heutigen Gewerbegebiet Wentrup-Ost, die jüngst archäologisch untersucht wurde. Seit 1200 hatte Greven das Marktrecht, das wohl mit der exponierten Lage des damaligen Dorfes zusammenhängt. Der Markt im August besaß überregionale Bedeutung.
1257 wird erstmals die Burg Schöneflieth am Emsübergang erwähnt, die dem Ritter Dietrich von Schoenenbeke gehört. Sie wird 1275/76 von Bischof Eberhard von Diest zerstört, unter anderem wohl, weil Dietrich sich als Raubritter betätigte. 1335 bis 1370 errichtet das Münstersche Domkapitel fast an der gleichen Stelle eine neue Burg, die als Zollburg und zum Schutz des Emshafens dient. Diese Burg verfiel ab 1803, heute sind nur noch wenige Spuren davon zu sehen.

### Neuzeit
Ende des 16. Jahrhunderts erlebte Greven wegen seiner guten geographischen Lage einen gewissen Aufschwung durch den Fernhandel. Die Emsschifffahrt lebte durch die Pünten (flache Fluss-Schiffe) wieder auf. Der Grevener Markt erlitt allerdings 1589 einen herben Rückschlag durch einen Überfall und Raubzug niederländischer Reiter; er verlor infolgedessen an überörtlicher Anziehungskraft.
Plünderungen, Seuchen und Brände trugen während des Dreißigjährigen Krieges und danach zum Niedergang des Dorfes bei. Erst ab 1700 nahm Greven vor allem durch den Textilhandel wieder einen gewissen Aufschwung. 1803 wurde das bis dahin fürstbischöfliche Dorf preußisch und gehörte ab 1808 zum Großherzogtum Berg und 1811 zum französischen Kaiserreich, ehe Greven infolge des Wiener Kongresses wieder zu Preußen kam. Verwaltungsmäßig gehörte es von da an zum Landkreis Münster im Regierungsbezirk Münster der Provinz Westfalen.
Mit der Gründung der Grevener Baumwollspinnerei 1855 begann in Greven die Industrialisierung, die vor allem durch das Kapital der im Fernhandel wohlhabend gewordenen Kaufmannsfamilien vorangetrieben wurde. 1856 wurde die Eisenbahnlinie Münster-Emden eingerichtet, 1892 bis 1898 der Dortmund-Ems-Kanal gebaut.
Im Ersten Weltkrieg wurde in der Bauerschaft Hembergen ein Munitionsdepot gebaut, aus dem sich nach dem Krieg der Ortsteil Reckenfeld entwickelte. 1933 wählten gut zwölf Prozent der Grevener die NSDAP, in der katholischen Stadt war nach wie vor das Zentrum sehr stark. Im Februar 1945 wurde Greven bombardiert, zehn Menschen kamen dabei ums Leben. Ostern 1945 eroberten britische und kanadische Einheiten die Stadt.
Informationen zur Zwangsarbeit in der Zeit des Nationalsozialismus Greven betreffend, findet man unter NS-Zwangsarbeit im Münsterland.

### Nachkriegszeit
Nach dem Ende des Zweiten Weltkriegs 1945 gehörte Greven zur Britischen Besatzungszone. Bis 1950 wurden tausende von Displaced Persons in DP-Lagern im Grevener Norden und in Reckenfeld untergebracht. Die meisten von ihnen stammten aus Polen und dem Baltikum. Die Lager wurde von einem Team der UNRRA betreut.
Mit der Veröffentlichung im Amtsblatt der Regierung des Landes Nordrhein-Westfalen in Münster erhielt die Gemeinde Greven-Dorf am 28. Januar 1950 das Stadtrecht. Am 10. August 1952 wurden die Gemeinden Greven rechts der Ems und Greven links der Ems, die am 1. Oktober 1894 durch Ausgliederung aus Greven selbständig geworden waren, wieder eingegliedert. Die Gemeinde Gimbte wurde am 1. Januar 1975 eingemeindet.
In den 1960er Jahren geriet die Textilindustrie in eine schwere Krise. Hohe Arbeitslosigkeit war die Folge. Um den Flughafen Münster/Osnabrück (FMO) (gegründet 1966) haben sich vor allem Logistikfirmen angesiedelt.

## Religion

### Konfessionsstatistik
Gemäß der Volkszählung 2011 waren 55,8 % römisch-katholisch, 18,9 % der Einwohner evangelisch und 25,3 % waren konfessionslos oder gehörten einen anderen Glaubensgemeinschaft an. Im Jahr 2018 gehörten 49,0 % der Einwohner Grevens der römisch-katholischen Konfession an, 17,6 % (6817) waren evangelischen Glaubens und 33,4 % gehörten anderen Glaubensgemeinschaften oder keiner Konfession an. Derzeit (Anfang 2022) sind 17,2 % (6490) der Einwohner evangelisch.

### Katholische Pfarrgemeinden und Kirchen

#### St. Martinus und St. Johannes Baptist

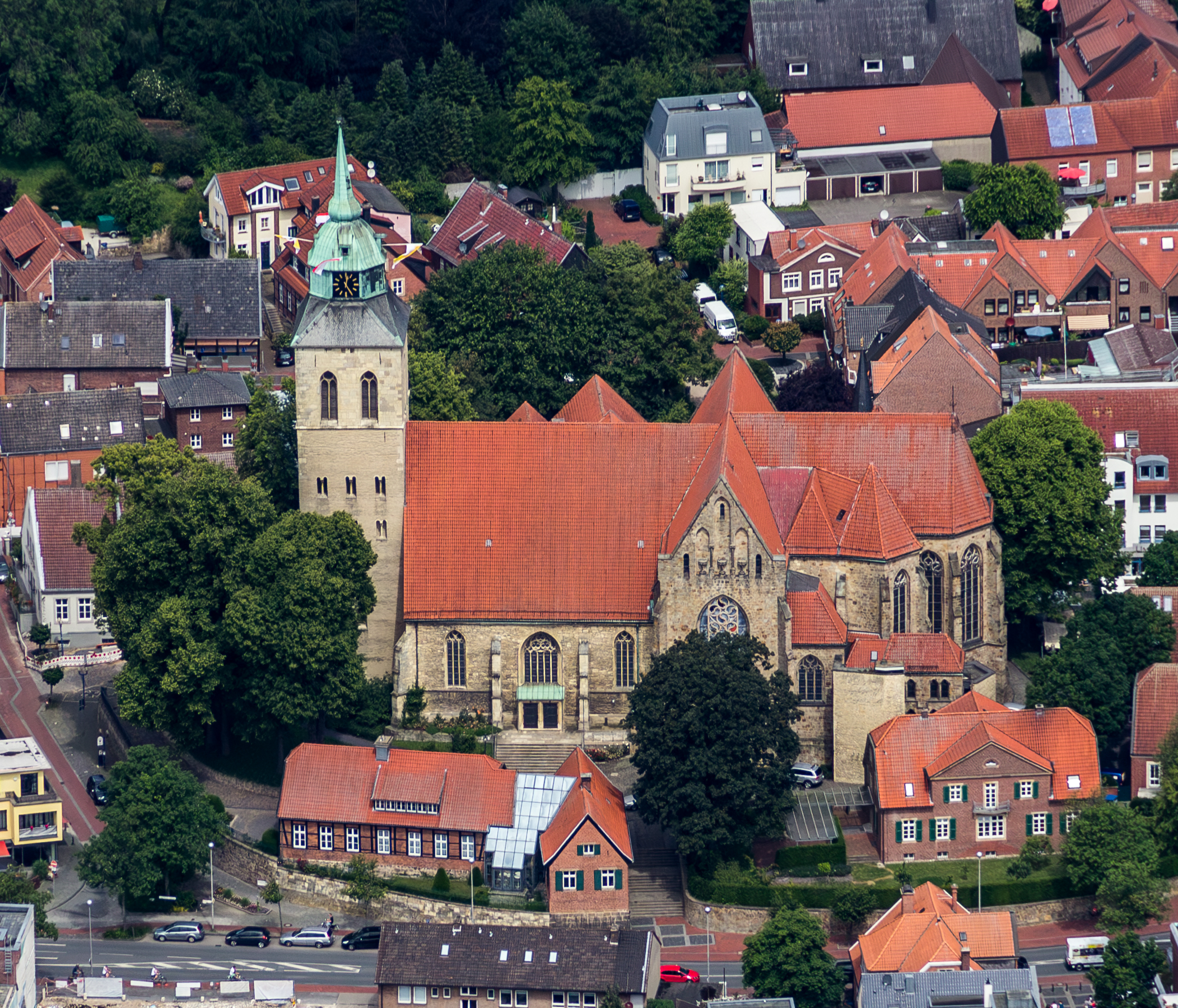
St.-Martinus-Kirche (Luftbild, 2014)

Die Katholische Kirche ist seit der Auflösung der bis dahin eigenständigen St.-Lukas-Gemeinde (Greven-West) im November 2012 in nur noch zwei Pfarrgemeinden aufgeteilt. Die Pfarrgemeinde St. Martinus umfasste seither mit den sechs Kirchorten St. Martinus (Greven-Mitte rechts der Ems), St. Mariä Himmelfahrt (Greven-Süd), Heilige Schutzengel (Ortsteil Schmedehausen), St. Wendelin (Ortsteil Bockholt), St. Josef (Greven-West links der Ems) und St. Franziskus (Ortsteil Reckenfeld) den größten Teil des Stadtgebietes. Seit der Profanierung und ersatzlosen Aufgabe der Marienkirche im Grevener Süden im März 2022 verfügt die Gemeinde nur noch über fünf Kirchorte. Die Martinuskirche in der Grevener Innenstadt bildet dabei die zentrale Pfarrkirche der Kirchengemeinde, der 2013 circa 19.500 Katholiken angehörten.
Weiterhin eigenständig ist die kleine Pfarrei St. Johannes Baptist im Grevener Ortsteil Gimbte, deren Pfarrer in der Regel nebenamtlich arbeiten und zugleich bei der Bistumsleitung oder Priesterausbildung im nahe gelegenen Münster tätig sind. Die Pfarrei St. Johannes Baptist zählt circa 700 Gläubige.

#### Kirchenabrisse, -neubauten und -umwandlungen

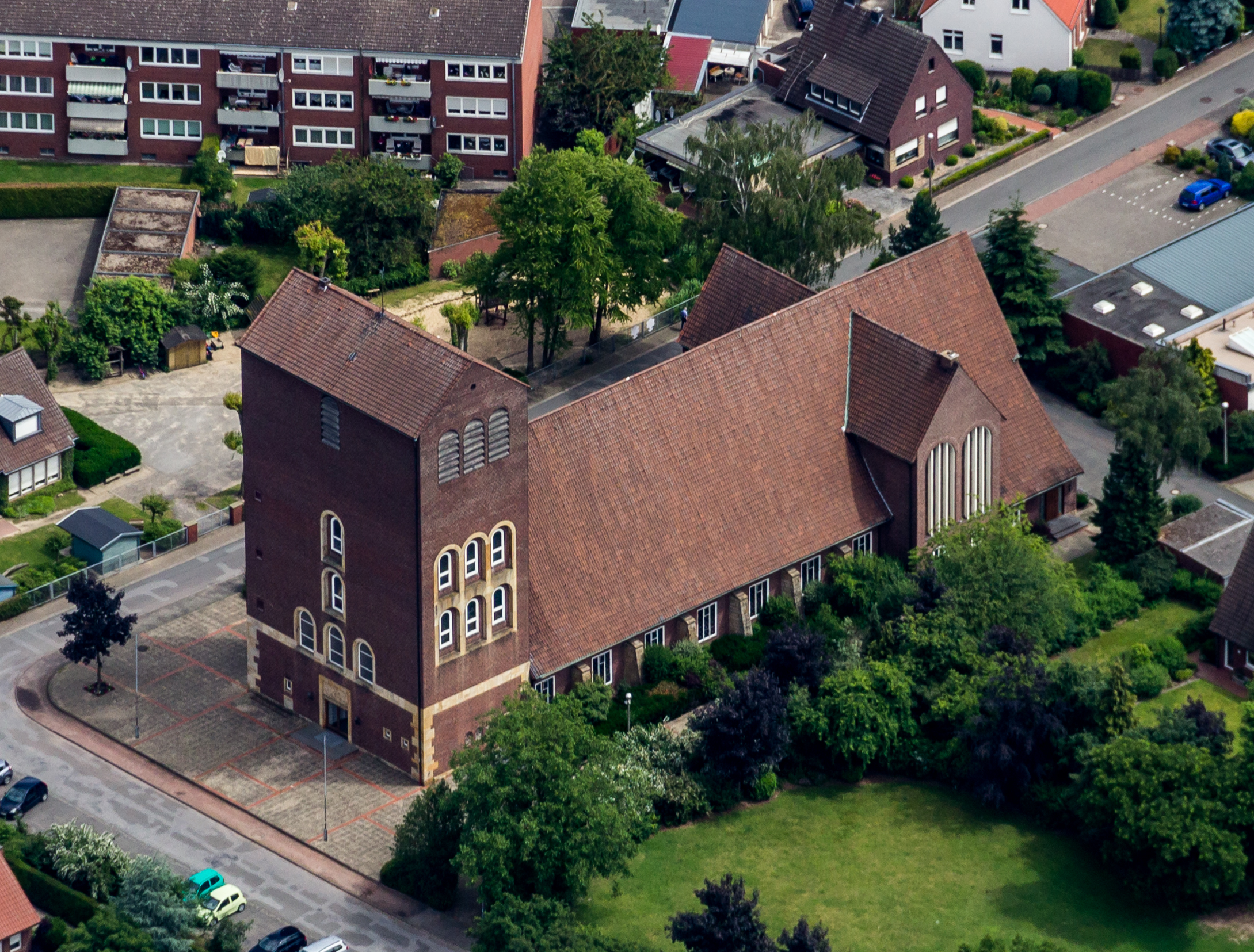
Die in den 1950er Jahren erbaute St.-Josef-Kirche wurde 2019 profaniert und abgerissen

Die in den 1950er Jahren erbaute Kirche St. Mariä Himmelfahrt wurde im Jahr 2013 offiziell in „Jugendkirche MARY’s“ umbenannt und hatte seither einen Schwerpunkt auf Jugendliche und junge Erwachsene, denen so ein zielgruppengerechteres Angebot als in traditionellen Gottesdiensten geboten werden sollte. Angesichts zurückgehender Zahlen an Gottesdienstbesuchern wurde die Kirche zusammen mit dem angrenzenden Gemeindehaus allerdings im März 2022 aufgegeben und profaniert. Sie wird als Bauwerk mit kleineren Veränderungen erhalten und in Wohnraum umgewandelt.
Die in der Nachkriegszeit erbaute St.-Josef-Kirche wurde am 27. Januar 2019 profaniert und anschließend abgerissen. Hintergrund des Abrisses samt Neubau waren der marode bauliche Zustand des alten Kirchengebäudes sowie des angrenzenden Gemeindehauses sowie der Rückgang von Kirchenbesuchern. Im Anschluss wurde innerhalb eines Jahres ein kleinerer Kirchenneubau mit bis zu 240 Sitzplätzen errichtet. Das Gebäude wurde im Oktober 2020 fertiggestellt und durch den Bischof von Münster, Felix Genn, zur Kirche geweiht.

### Evangelische Gemeinde und Kirchen
Die evangelischen Christen Grevens sind in einer gemeinsamen Kirchengemeinde organisiert. Diese verfügt mit der Christuskirche am Wilhelmsplatz und der Erlöserkirche in Reckenfeld über zwei Gottesdienststätten.

### Türkisch-Islamische Gemeinde
Neben den dominierenden christlichen Gemeinden verfügt Greven zugleich über eine türkisch-islamische Gemeinde, die dem Dachverband DITIB angehört und durch einen von der türkischen Regierung entsandten Imam betreut wird. Die Gemeinde versteht sich einerseits als muslimische Glaubensgemeinschaft, andererseits aber auch als Kulturverein, der türkische Feste und Traditionen pflegt. Das zugleich als Moschee genutzte Gemeindehaus befindet sich in der alten Bahnhofstraße im Westteil Grevens links der Ems.

## Politik

### Stadtrat
- Linke: 2
- RE direkt: 2
- SPD: 11
- Grüne: 9
- FDP: 2
- CDU: 18
- FW: 1
- Unser Greven: 3

Bei der letzten Kommunalwahl am 13. September 2020 (Wahlbeteiligung 52,41 %) wurde die CDU in Greven mit leichten Verlusten und 36,33 Prozent (2,32 Prozentpunkte weniger als 2014) stärkste Kraft und errang 18 Ratssitze im wegen Überhang- und Ausgleichsmandaten von der gesetzlich vorgesehenen Größe von 38 auf 48 Ratsmitglieder vergrößerten Rat. Die SPD erlitt schwere Verluste von 11,5 Prozentpunkten und erreichte mit 21,85 Prozent der Stimmen und elf Mandaten ihr historisch schlechtestes Ergebnis bei einer Kommunalwahl in Greven seit dem Ende des Zweiten Weltkrieges. Die Grevener Grünen steigerten sich dagegen auf einen neuen Rekordwert von 19,37 Prozent der Stimmen sowie neun Ratsmitgliedern und behaupteten ihre Position als drittstärkste politische Kraft im Grevener Rat. Aus dem Stand als viertstärkste Kraft setzte sich mit 6,45 Prozent und drei Ratssitzen die neu gegründete nationalkonservative Wählergemeinschaft "Unser Greven" unter der Führung des ehemaligen UWG-Ratsherrn Ulrich Stratmann durch, gefolgt von FDP, Linken und der Wählervereinigung "Reckenfeld Direkt" (Liste Ernst Reiling) aus dem gleichnamigen Stadtteil mit jeweils knapp über vier Prozent und zwei Mandaten. Keinen Fraktionsstatus erreichten die Freien Wähler (FW) mit weiterhin einem Ratsherrn und 2,44 Prozent der Stimmen. Die AfD war in Greven nur für die Wahl des Steinfurter Kreistages, nicht jedoch für den Stadtrat angetreten. Damit gehören dem Stadtrat seit 2020 erstmals acht verschiedene Parteien an. Bei der Wahl insgesamt errang die Grevener CDU 17 von 19 möglichen Direktmandaten in den Wahlbezirken. Einen Wahlbezirk gewannen jeweils die SPD sowie die lokale Gruppe "Reckenfeld Direkt". Zu den gewählten 48 Ratsmitgliedern kommt die Stimme des Bürgermeisters als weiteres stimmberechtigtes Ratsmitglied kraft Amtes.
Für die laufende Wahlperiode bis 2025 wurden im Grevener Stadtrat vorläufig keine formalen Arbeitsübereinkommen zwischen den Parteien oder Fraktionen geschlossen, weshalb Entscheidungen je nach Sachfrage mit wechselnden Mehrheiten getroffen werden.
Im Grevener Stadtrat bestehen neben diversen Fachausschüssen jeweils eigene Bezirksausschüsse für die Bauerschaften außerhalb der Kernstadt (inklusive Schmedehausen) sowie für die Ortsteile Gimbte und Reckenfeld. Ferner hat der Rat einen Gestaltungsbeirat berufen, den er in städtebaulichen Fragen konsultiert. Weitere politische Beratungsgremien existieren mit dem Seniorenbeirat sowie dem Beirat für Menschen mit Behinderung.

### Amtierender Bürgermeister und Verwaltungsvorstand
Grevens amtierender Bürgermeister ist Dietrich Aden (CDU). Der zum Zeitpunkt seiner Wahl 32-jährige Verwaltungsjurist setzte sich bei der Bürgermeisterwahl am 27. September 2020 in einer Stichwahl mit 55,45 Prozent der Stimmen gegen den Mitbewerber Christian Kriegeskotte (SPD) mit 44,55 Prozent durch. Im ersten Wahlgang am 13. September 2020 hatte Aden zuvor 44,4 Prozent der Stimmen gegenüber 33,1 Prozent für den SPD-Kandidaten und 22,5 Prozent für einen Bewerber der Grünen erhalten. Aden trat sein Amt am 1. November 2020 an und folgte Peter Vennemeyer (SPD) nach, der nicht erneut zur Wahl angetreten war. Zusammen mit einem vom Rat gewählten Ersten Beigeordneten sowie dem Stadtkämmerer bildet Aden den Verwaltungsvorstand in der Emsstadt.

### Liste der Bürgermeister seit 1945

#### 1945: Bürgermeister zur Zeit des Nationalsozialismus
- bis April 1945: Wilhelm Vorndamme (NSDAP)[34]

Nachdem am 31. März 1945 britische und kanadische Truppen in Greven einmarschiert waren, wurde der nationalsozialistische Amtsbürgermeister Vorndamme am 1. April 1945 seines Amtes enthoben.

#### 1945 bis 1954/1950: Amts- und Gemeindebürgermeister in der Nachkriegszeit
Amtsbürgermeister
- April–August 1945: Paul Braschoß
- 1945–1946: Johannes Berlage
- 1946–1954: Anton Minnebusch (CDU)

Bürgermeister der Gemeinde Greven-Dorf
- 1945–1946: Johannes Berlage
- 1946–1950: Anton Minnebusch (CDU)

Bis zur Konstituierung demokratisch gewählter Kommunalparlamente (Stadt-/Gemeinderäte) setzte die britische Militärverwaltung als Besatzungsmacht in der direkten Nachkriegszeit die Führungskräfte der lokalen Verwaltungen ein. Zunächst wurde der gebürtige Kölner Paul Braschoß, ein zuvor in Münster tätiger Oberregierungsrat mit Wohnsitz in Greven, zum Amtsbürgermeister berufen. Am 13. August 1945 wurde er jedoch wegen seiner beruflichen Vorgeschichte entlassen und durch den Juristen Johannes Berlage ersetzt. Im Dezember 1945 wurde Berlage von der britischen Militärregierung zusätzlich zum Bürgermeister der Gemeinde Greven-Dorf ernannt. Später wechselte er auf den Posten des Amtsdirektors und schied zugunsten des ersten gewählten Amts- und Gemeindebürgermeisters Anton Minnebusch am 5. März 1946 aus dem Bürgermeisteramt aus.

#### 1950 bis 1995: Bürgermeister und Stadtdirektoren nach Verleihung der Stadtrechte
Ehrenamtliche Bürgermeister der Stadt Greven
- 1950–1959: Anton Minnebusch (CDU)
- 1959–1979: Aloys Wähning (CDU)
- 1979–1989: Josef Helmig (CDU)
- 1989–1995: Hubert Binder (SPD)

Hauptamtliche Stadtdirektoren als Verwaltungschefs
- 1950–1961: Leo Drost
- 1961–1967: Paul Werra
- 1967–1986: Bernhard Schneider
- 1986–1994: Klaus-Friedrich Peters

Im 1950 zur Stadt gewordenen Greven galt wie in ganz Nordrhein-Westfalen und in Niedersachsen bis in die Mitte der 1990er Jahre die Norddeutsche Ratsverfassung, nach welcher dem Bürgermeister lediglich repräsentative Aufgaben zuteilwurden. Die Führung der Verwaltung erfolgte daher auch in Greven im Zuge einer sogenannten Doppelspitze durch einen vom Rat gewählten Stadtdirektor.

#### Seit 1995: Hauptamtliche Bürgermeister der Stadt Greven nach der Kommunalreform
- 1995–1999: Rudolf Steingrube (SPD)
- 1999–2003: Egon Koling (CDU)
- 2003–2006: Olaf Gericke (CDU)
- 2007–2020: Peter Vennemeyer (SPD)
- seit 1. November 2020: Dietrich Aden (CDU)

Im Zuge der Abschaffung der kommunalen Doppelspitze in der Mitte der 1990er Jahre wurden in NRW die ersten hauptamtlichen Bürgermeister – in Greven der Sozialdemokrat Rudolf Steingrube – zum Teil übergangsweise durch den Stadtrat gewählt. Die folgenden Bürgermeister kamen durch eine neu eingeführte Direktwahl ins Amt. Dem ersten hauptamtlichen Bürgermeister Steingrube folgte zunächst der vorherige Stadtwerke-Geschäftsführer Egon Koling (CDU), der 2003 wegen des Erreichens der damals gültigen Altersgrenze aus dem Amt schied. Ihm folgte der Jurist Olaf Gericke (CDU), der bereits nach drei Jahren als Landrat in den Kreis Warendorf wechselte. Daraufhin setzte sich 2007 bei einer Stichwahl der vorherige SPD-Fraktionsvorsitzende im Rat Peter Vennemeyer (SPD) gegen einen CDU-Mitbewerber aus Lengerich durch. Nach einer erfolgreichen Wiederwahl 2014 trat er 2020 nicht erneut als Bürgermeister an. Seine Nachfolge trat 2020 der zum Zeitpunkt seiner Wahl 32-jährige Verwaltungsjurist Dietrich Aden (CDU) an.

### Stadtpolitische Themen

#### Haushalt und Finanzen
Zentrales Thema der Grevener Stadtpolitik seit 2000 war die hohe Verschuldung der Stadt, die sich nach dem Haushaltsplan der Verwaltung zum Ende des Jahres 2019 auf insgesamt 112,5 Millionen Euro belief. Trotz einer positiven Wirtschafts- und Arbeitsmarktentwicklung mussten in den vergangenen Jahren verstärkte Maßnahmen zur Haushaltskonsolidierung wie die Erhöhung der Hebesätze von Grund- und Gewerbesteuer sowie Personaleinsparungen ergriffen werden, die mittlerweile zu einer verbesserten Lage der Kommunalfinanzen geführt haben. Von 2003 bis 2013 befand sich Greven zuvor zehn Jahre lang durchgehend in der sogenannten Haushaltssicherung und damit unter der verschärften Kontrolle der Kommunalaufsichtsbehörde des Kreises Steinfurt. Von 2005 bis 2008 sowie von 2010 bis 2011 konnte die Stadt sogar nur mit einem Nothaushalt operieren.
Durch die eingetretene Verbesserung der Haushaltslage seit 2013 wurden zuletzt wiederum die Investitionen verstärkt. Unter anderem beschloss der Grevener Rat finanzielle Mittel für eine kommunale Digitalisierungsstrategie, die energetische Sanierung des Rathauses, Städtebauprojekte wie den neuen Niederort, die Marktplatzumgestaltung oder das Neubaugebiet Wöste sowie umfangreiche Schulerweiterungen wie den Ausbau der Marien- und der Martinigrundschule sowie den Neubau des Naturwissenschaftlichen Traktes am Gymnasium Augustinianum.

#### Stadtentwicklung
Weitere Kernthemen der Grevener Stadtpolitik sind das Bevölkerungswachstum mit einem starken Zuzug besonders aus dem benachbarten Münster und damit einhergehende Probleme wie mangelnder bezahlbarer Wohnraum sowie Kita- und Schulversorgung. Innerhalb weniger Jahre wurde unter anderem das zuvor lange umstrittene Neubaugebiet Wöste realisiert. Im Westen Grevens entstand das Neubaugebiet Stockkamp, im Dorf Gimbte das Neubaugebiet Überesch. Neben zunehmender Nachverdichtung in bestehenden Stadtteilen wird auch die Ausweisung weiterer Neubaugebiete unter anderem im Ortskern von Reckenfeld, im Bereich des ehemaligen Textilwerkes Cramer sowie jenseits der B481 in der Kroner Heide diskutiert.
Im Bereich der Innenstadtentwicklung wurden seit 2010 mit dem Marktplatz und dem Niederort zwei zentrale Plätze im Stadtzentrum umgestaltet sowie mit der Rathauspassage ein neues Nahversorgungsangebot mit Supermarkt, Arzthaus und Gastronomie geschaffen.

#### Infrastruktur und umstrittener Verkehrsversuch
In der Infrastrukturpolitik wurde die zentral gelegene Königsstraße, ehemals Teil der L 555, durch die Stadt vom Land übernommen und fahrradfreundlicher umgestaltet, um eine Beruhigung von Durchgangs- und Schwerlastverkehr zu erreichen. Ein ähnliches Projekt zur an die Königsstraße anschließenden Rathausstraße im Stadtzentrum wurde im Frühjahr 2019 durch eine Ratsmehrheit vorläufig gestoppt.
Nach erneutem Ratsbeschluss startete im Mai 2022 auf der Rathausstraße ein zunächst auf ein Jahr angelegter Verkehrsversuch. Bis Ende April 2023 war die zentral gelegene Rathausstraße ab der Kreuzung Hinter der Lake / Lindenstraße in Richtung des Völkerballkreisels für Autos eine Einbahnstraße und in der Gegenrichtung nur noch für Busse und Fahrradfahrer befahrbar. Ziele des Versuchs waren ein bewusstes Zurückdrängen des Autoverkehrs aus der Innenstadt, die Förderung des Fuß- und Radverkehrs im Zuge der Mobilitätswende und eine erhöhte Aufenthaltsqualität, die mit Stadtmöbeln wie neuen Sitzgelegenheiten oder Blumenkübeln erreicht werden sollte. Die Sinnhaftigkeit dieser Umgestaltung war bis zuletzt hoch umstritten. So nutzten nach Sperrung der Rathausstraße in eine Fahrtrichtung viele Autofahrer regelwidrig weiterhin auch die Gegenfahrbahn. Auch wurde eine starke Zunahme des Autoverkehrs auf Alternativrouten, etwa in engen Wohnstraßen, festgestellt. Ferner bildeten sich zu Hauptverkehrszeiten vermehrt Staus in der Grevener Innenstadt.

#### Schadstoffbelastung des alten Rathauses und geplanter Neubau
Zentrales Thema der Grevener Kommunalpolitik ist seit 2020 der geplante Abriss und ein damit nötiger, mehrere Millionen Euro teurer Neubau des Rathauses. 2019 in Auftrag gegebene Untersuchungen belegten die hohe Belastung des bisherigen Verwaltungsgebäudes aus den 1970er Jahren mit gesundheitsschädlichen Schadstoffen wie PCB, deren Entfernung sehr aufwendig, umstritten und kostenintensiv ist. Deshalb wird ein Neubau auf der Freifläche des Rathausplatzes gegenüber dem bisherigen Gebäude diskutiert. Im September 2020 wurde zudem bekannt, dass bei Mitarbeitern der Stadtverwaltung eine erhöhte PCB-Konzentration im Blut nachgewiesen wurde. Daraufhin wurden weitere Untersuchungen durch das Institut für Arbeitsmedizin und Sozialmedizin der Universitätsklinik Aachen eingeleitet.

### Wappen
| | Blasonierung: „In Blau ein einmastiges silbernes (weißes) Segelboot.“ |
| Wappenbegründung: Das von Waldemar Mallek entworfene und am 6. März 1950 vom nordrhein-westfälischen Innenminister verliehene Wappen zeigt eine sogenannte Emspünte. Schon Ende des 18. Jahrhunderts gab es Versuche, ein Grevener Wappen ohne Erlaubnis des Münsterschen Domkapitels einzuführen. Damals hatte man sich als Wahrzeichen Grevens ein Schiff ausgesucht, das, wie 1801 begründet wurde, sehr passend war, weil der Ort damals eine besondere Vorliebe für die Schifffahrt auf der Ems hatte. |                                                                       |

Früheres Wappen bis 1950
| Wappen von Greven | Blasonierung: „Geteilt durch einen Wellenschnitt, oben in Blau eine liegende silberne (weiße) Spule und unten in Silber (Weiß) zwei gekreuzte rote Schwerter.“ |
| Wappen von Greven | Wappenbegründung: Das Wappen wurde von Waldemar Mallek entworfen und am 3. Januar 1939 vom Oberpräsidenten der Provinz Westfalen genehmigt. Die Webspule kennzeichnet die Gemeinde als Sitz bedeutender Textilindustrie. Die Schwerter weisen auf den mittelalterlichen Freistuhl, einen Gerichtsort, hin. Der Wellenschnitt symbolisiert die Lage an der Ems. |

Letztes Wappen des ehem. Amtes Greven
Erstes Wappen des ehem. Amtes Greven
Wappen der ehem. Gemeinde Greven links der Ems
Wappen der ehem. Gemeinde Greven rechts der Ems
Wappen der ehem. Gemeinde Gimbte

### Banner
|  | 00Banner:„Das am 6. März 1950 vom nordrhein-westfälischen Innenminister verliehene Banner ist von Blau, Weiß und Blau im Verhältnis 1:5:1 längsgestreift und mit dem Stadtwappen im oberen Drittel belegt.“ |

### Städtepartnerschaft
Seit 1968 unterhält die Stadt Greven eine offizielle Städtepartnerschaft mit der Stadt Montargis (Département Loiret) in Frankreich. Diese durch gegenseitige Besuche und offizielle Komitees gepflegte Städtefreundschaft umfasst Schüleraustausche, Sportwettbewerbe, Karnevalsveranstaltungen und gemeinsame Konzerte der Musikschulen.

## Kultur und Sehenswürdigkeiten

### Bauwerke

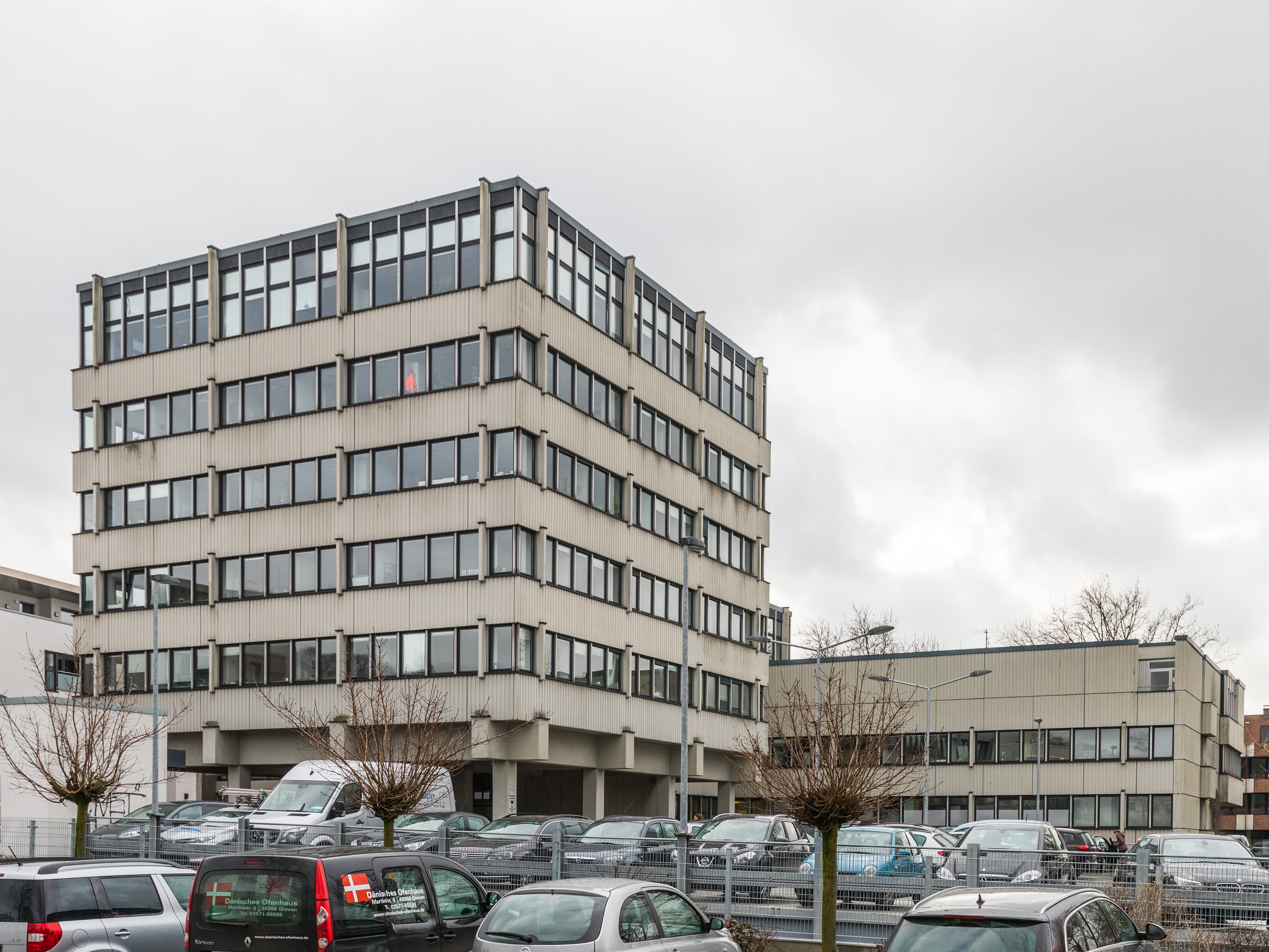
Rathaus Greven

Von der Kirche St. Martinus abgesehen, die in ihrem Kern romanisch ist, in der Gotik und noch einmal in der Neugotik erweitert wurde, und einigen Teilen alter Höfe gibt es in Greven kein Haus aus der Zeit vor dem Dreißigjährigen Krieg. Die Burg Schöneflieth, die einmal eine wichtige Zollburg an der Ems war, ist bis auf die Grundmauern verschwunden. Die ältesten Kötter- und Ackerbürgerhäuser (Vierständerhaus) der Stadt stammen aus dem 17. Jahrhundert. In der Innenstadt stehen einige so genannte Fabrikantenvillen aus dem 19. Jahrhundert, die im Stil vom Spätklassizismus über den Historismus bis zum Jugendstil variieren. Prägnanter, allerdings mit gesundheitsschädlichen Schadstoffen wie PCB belasteter und teilweise maroder Bau im Stil des Brutalismus mit viel Glas und Beton ist das neue Grevener Rathaus von 1973, Architekt Dieter Oesterlen. In der Bauerschaft Pentrup steht der so genannte Sachsenhof, die Nachbildung eines Gehöfts aus der Zeit um 800 n. Chr., wo experimentelle Archäologie eine große Rolle spielt. Die Dorfkirche im Ortsteil Gimbte hat den ältesten Taufstein des Münsterlandes aus dem 12. Jahrhundert.

### Kulturangebote

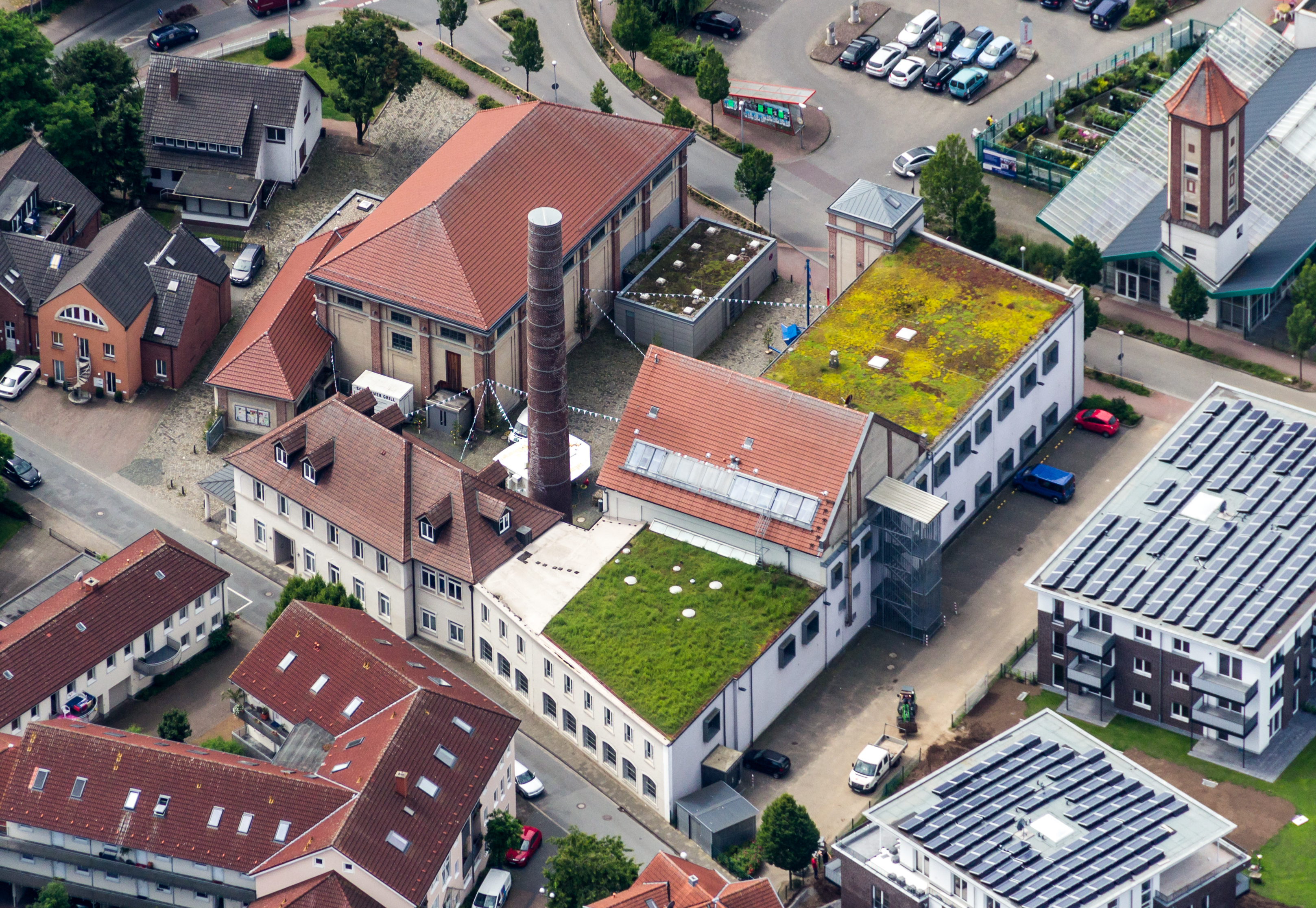
Kesselhaus und Ballenlager (Luftbild, 2014)

- Kulturelles Zentrum in Greven ist das Kulturzentrum GBS mit der Kulturschmiede und dem Ballenlager auf dem ehemaligen Gelände der Grevener Baumwollspinnerei. Dort bietet die Grevener Kulturinitiative „KI“ regelmäßig Kleinkunstveranstaltungen wie Kabarett, Jazz, Chanson und ähnliches an.
- Seit 2007 hat sich in den Sommermonaten (Anfang Mai bis Ende August) die Veranstaltungsreihe Greven an die Ems etabliert. Auf einem großflächigen Open-Air-Gelände in den Emsauen nahe der Innenstadt finden am dortigen Flussufer diverse Konzerte und Musikfestivals in den Genres Jazz, Klassik, Rock und Bluegrass, Sportveranstaltungen sowie kulturelle Angebote wie ein jährlicher Mittelaltermarkt statt.[52]

Aus Gründen des Naturschutzes finden seit 2023 keine Veranstaltungen mehr in den Emsauen statt.
- Der Kunstverein Greven führt im Kunstturm jährlich vier Ausstellungen von Künstlern der Gegenwartskunst durch.
- Seit Oktober 2016 sind als Dauerleihgabe eines lokalen Kunstsammlers 30 Arbeiten des Zyklus Diurnes von Pablo Picasso im Rathaus ausgestellt. Der Öffentlichkeit sind die Werke an bestimmten Terminen zugänglich.[53]
- Regelmäßige Theatervorstellungen zeigt die Freilichtbühne Greven-Reckenfeld.
- Die Rekonstruktion einer Hofanlage aus dem Frühmittelalter in der Bauerschaft Greven-Pentrup, das Freilichtmuseum Sachsenhof, vermittelt Besuchern das Leben der Menschen zwischen dem 6. und 8. Jahrhundert. Hier wird unter anderem der Anbau von frühen Nutzpflanzen gezeigt und deren Verarbeitung dargestellt. Ein Teil dieser historischen Hofanlage brannte im November 2016 in Folge von Brandstiftung vollständig ab.[54]
- Die Initiatoren der Aulakonzerte organisieren in regelmäßigen Abständen Konzerte mit klassischer Musik.
- Die Musikschule Emsdetten-Greven-Saerbeck hat ein Symphonieorchester und eine Bigband, die regelmäßig Konzerte geben.
- Außerdem gibt es in Greven eine ganze Reihe musiktreibender Vereine und Laienchöre, die regelmäßig öffentliche Auftritte haben.

### Sport
In Greven gibt es nach Auskunft der Stadtverwaltung 30 Vereine, die 43 Sportarten anbieten. Unter anderem hat die Stadt drei große Mehrspartensportvereine (SV Greven, SC Greven 09, SC Reckenfeld), zwei Reitvereine und zahlreiche kleinere, teilweise sehr spezialisierte Vereine. Außerdem verfügt Greven über einen 18-Loch-Golfplatz, ein Hallenbad, ein Freibad, mehrere Sportplätze und -hallen, mehrere Reitanlagen, einen Segelflugplatz und einen Yachthafen.
Die erste Mannschaft der Handballdamen des SC Greven 09 ist nach der Saison 2014/15 als Absteiger aus der Oberliga Westfalen aus Personalmangel aufgelöst worden, die bisherige Reserve fungiert nunmehr als erste Damenmannschaft und spielt in der Landesliga. Die Fußballer des SC Greven 09 spielen in der Bezirksliga (Stand Juni 2020); sie sind in den letzten 50 Jahren häufig zwischen Landesliga und Kreisliga A gependelt. Ein neuer Kunstrasenplatz entstand im Jahr 2012 ausschließlich aus Mitteln von Sponsoren und Mitgliedern der großen Fußballabteilung mit rund 670 Mitgliedern. Die Lateinformation des TSC Ems-Casino Blau-Gold Greven stieg in der Saison 2009 als Zweiter der 2. Bundesliga in die 1. Bundesliga auf. Die erste Mannschaft der Triathlon Abteilung des TVE Greven startet in der NRW-Liga, die Volleyballer des TVE Greven in der Oberliga. Auch die Karateabteilung des TVE Greven feiert Erfolge auf nationalen und internationalen Meisterschaften. Die Tennisvereine TC Rot-Weiß Greven, TC Grün-Weiß Reckenfeld und Top Tennis sind ebenfalls erfolgreiche und jugendfördernde Sportvereine. Top Tennis ist 2015 mit der DJK Blau-Weiß fusioniert und bildet nun die Tennisabteilung der DJK. Die 1. Tischtennismannschaft der DJK Blau-Weiß ist 2016 in die Verbandsliga aufgestiegen. Im Sommer 2005 schlossen sich die Männerhandballabteilungen des SC Greven 09 und des SC Reckenfeld zur Handball-Spielgemeinschaft Handballfreunde Reckenfeld/Greven 05 zusammen. Die 1. Herren-Mannschaft der Handballfreunde spielt in der Kreisliga.
Nach der Fusion der Kegelsportabteilung des SC Reckenfeld mit der KSG Tecklenburger Land, spielt der Verein seit der Saison 2020/21 in der 2. Bundesliga Nord.
Ein sportlicher Höhepunkt stellt der im Jahr 2007 zum ersten Mal ausgetragene Grevener-Beach-Cup dar. Zu diesem Beachhandball-Turnier laden die Handballfreunde Teams aus der Region und auch aus der überregionalen Beachhandballszene ein. Auf zwei Feldern direkt an der Ems spielen über 20 Herren- und Frauenmannschaften die Sieger aus.
Eine weitere in Greven erfolgreiche Sportart ist das M-Kung-Fu. Der Sportverein SC Greven 09 beherbergt das „Kung Fu Center Kreis Steinfurt“ und richtete 2009 die deutsche Meisterschaft im Mantis Kung Fu aus. Eine weitere Kung-Fu-Abteilung gibt es bei DJK Blau-Weiß.

### Vereine

#### Schützenwesen
In Greven gibt es in den verschiedenen Ortsteilen 18 Schützenvereine und Schützenbruderschaften.
Im Jahr 1923 entstanden die Vereinigten Schützengesellschaften Greven. Dieser „Dachverband“ hat die Aufgabe, Schießveranstaltungen und vereinsübergreifende Veranstaltungen zu planen und durchzuführen. Die älteste vereinsübergreifende Veranstaltung war das Schießen um die Wanderkette in den 1920er Jahren. Nach dem Zweiten Weltkrieg organisierten sich die Vereine und auch die „Vereinigten“ neu. Seit 1957 werden regelmäßig die Stadtmeisterschaften im KK-Gewehr und Luftgewehr auf den beiden Grevener Schießständen ausgetragen. Mitte der 1970er Jahre entstand die Idee, einen Stadtkaiser aus den aktuellen Schützenkönigen der Schützenvereine zu ermitteln. Über diesen Punkt entzweiten sich die „Vereinigten“ und es entstanden zwei Vorstände mit dem gleichen Namen. Der eine Vorstand organisierte weiterhin die Stadtmeisterschaft im KK-Gewehr und Luftgewehr, der andere Vorstand organisierte, ab 1976 jährlich, später dann dreijährlich das Stadtkaiserschießen. Im Jahr 2002 begann unter der Führung der beiden Vorsitzenden der endgültige Zusammenschluss unter einer Führung. Seit dem Jahr 2003 ist der Verein unter der Bezeichnung „Vereinigte Schützengesellschaften 1923 e. V.“ tätig. Die Hauptaktivität des Vereins ist die Förderung des Grevener Schützenwesens, Planung und Durchführung des Stadtkaiserschießens und der Stadtmeisterschaft im KK-Gewehr und Luftgewehr.

#### Sportliches Schießen
Seit 1958 besteht der einzige Schießsportverein der Stadt Greven, die „Schießsportfreunde Greven“. In diesem Verein wird allein das „Sportliche Schießen“ in den Vordergrund gestellt. Die Schieß-Sportfreunde betreiben einen Schießstand mit vier Bahnen 50 m, zehn Ständen Luftgewehr und einen Stand „Laufende Scheibe“.

## Wirtschaft und Infrastruktur

### Arbeitsmarktsituation
Greven hat wie das gesamte Münsterland eine recht geringe Arbeitslosenquote, sie liegt derzeit (Februar 2020) bei 4,3 Prozent und damit etwas über dem Kreisdurchschnitt (4,1 % im Februar 2020). In absoluten Zahlen waren im Mai 2020 1092 Grevener arbeitslos gemeldet.

### Ansässige Unternehmen
Ehemals fast reine Textilstadt, hat nach einer tiefgreifenden Krise nun die Logistikbranche für Greven besondere Bedeutung. Rund 3000 Arbeitsplätze hängen an diesen Unternehmen. Besonders die Firmen Fiege, das Paket- und Briefzentrum der Post und seit März 2006 das Versandzentrum für den Shopping-Sender HSE 24 haben eine große Bedeutung.
Die Discounter-Firma Aldi-Nord war bis 2023 mit einer ihrer Regionalniederlassungen ansässig, zuzüglich eines großflächigen Zentrallagers.
Banken am Ort sind die Volksbank Münsterland Nord und die Kreissparkasse Steinfurt.
Über 160 örtliche Firmen haben sich im Wirtschaftsforum Greven (WiFo) zusammengeschlossen, um gemeinsam ihre Interessen zu vertreten. Der Präsident des Wifo wechselt jährlich. Im Jahr 2020 amtierte Frederik Venschott.

### Einzelhandel
2007 wurde Greven als der ersten Stadt in Deutschland der Titel „1a-Einkaufsstadt“ des Einzelhandel-Branchendienstes „markt intern“ verliehen.
Im Juli 2010 wurde vom Rat der Stadt Greven ein Einzelhandels- und Zentrenkonzept beschlossen. Dieses dient als sachliche, rechtliche und politische Entscheidungsgrundlage für die weitere Entwicklung des Einzelhandels in Greven. Im Fokus des Konzeptes stehen die räumliche Abgrenzung der zentralen Versorgungsbereiche und die Sortimentsliste zur räumlichen Steuerung der Einzelhandelsbetriebe. Nach dem Beschluss zur Fortschreibung des Konzeptes Ende 2016, wurde diese vom Rat der Stadt Greven im Jahr 2018 mit kleinen Änderungen beschlossen.
Für die Entwicklung eines neuen Einzelhandelkonzeptes gab es im Januar 2017 eine Erhebung, die zeigte, dass es 208 Einzelhandelsbetriebe auf einer Verkaufsfläche von insgesamt 58.200 m² gab. Von den 208 Einzelhandelsbetrieben teilten sich sechzehn (8 %) 53 % der Verkaufsfläche. Die Verkaufsfläche verteilte sich zu einem großen Teil auf Angebote des Nahrungs- und Genussmittelbereiches (26 %), Bau- und Gartenmarktsortimenten (21 %) und Möbeln (13 %).
Die Erhebung zeigt außerdem, dass das Kaufkraft-Niveau mit 100,28 bei Durchführung der Studie zwar knapp über dem Bundesdurchschnitt lag, Kaufkraft aber aus Greven abgeflossen sei, da der Umsatz des Einzelhandels um ca. 10 % unter dem Kaufkraftvolumen gelegen habe.
Im Januar 2017 gab es einen Leerstand von 42 Ladenlokalen mit einer Verkaufsfläche von 6000 m², wobei davon 25 dieser Ladenlokale allein in der Innenstadt lagen, während es im Ortsteil Reckenfeld keinen Ladenleerstand gegeben habe. Der Leerstand in Grevens Innenstadt lag laut der Verfasser des Konzeptes „deutlich oberhalb üblicher Fluktuationsraten“.
Speziell für die Innenstadt wurde im Jahr 2010 mit dem integrierten Handlungskonzept – Fortschreibung in 2016 – das Ziel verfolgt die Innenstadt langfristig und nachhaltig aufzuwerten. Dazu wurden Aktivitäten und Maßnahmen formuliert, sodass die Attraktivität der Innenstadt stetig gesteigert wurde. Begonnen wurde mit der Umgestaltung des Niederortes, der Verbesserung der Aufenthaltsqualität durch sogenanntes Treibgut, WLAN-Hotspots, und der Installation von Infosäulen, die auf die einzelnen Geschäfte in der Innenstadt verweisen. Auch neue Pflasterungen und die barrierefreie Gestaltung erhöhen die Qualität und tragen zu einer sinkenden Anzahl an Leerständen bei.
So entstanden seit 2012 mit ca. 6500 m² zum Teil auch neue Einzelhandelsflächen und -angebote. Im Geschäftshaus "Niederort" siedelten sich im Jahr 2012 bereits auf jeweils 500 m² Verkaufsfläche die Geschäfte Depot und Deichmann an. Im November 2015 kam mit dem Lebensmittelhändler Rewe ein sogenannter „Frequenzbringer“ für den Innenstadtbereich in der neu entstandenen Rathauspassage hinzu. Ein Jahr später folgte ein Wohn- und Geschäftshaus in der Rathausstraße, indem unter anderem das Bekleidungsgeschäft Takko eine Filiale auf ca. 500 m² Verkaufsfläche eröffnete. Mit der Neueröffnung des Elektronikmarktes Mediapark aus der Expert-Gruppe im Jahr 2013 (ca. 600 m²) sowie der Neueröffnung weiterer Mode- und Sportgeschäfte (je ca. 400 m² und 450 m²) im Jahr 2014 sowie eines Biomarktes in der Alten Münsterstraße im Jahr 2017 entstanden weitere Angebote für Besucher der Innenstadt.
Des Weiteren wuchs der Gastronomiesektor erheblich, sodass die Aufenthaltsqualität in der Innenstadt erhöht werden konnte. Im Oktober 2019 ließ sich an der Alten Münsterstraße das Restaurant "Mezzomar", eine Systemgastronomie-Kette mit italienischem Fokus, nieder. Ebenfalls 2019 eröffnete am Niederort mit dem "Täglich" ein weiteres Restaurant. Zuletzt kam im Juni 2020 in der Rathauspassage das Restaurant "Fisch und Mehr" hinzu. Insgesamt stieg demnach allein in den Jahren 2019 und 2020 die Fläche für Gastronomie um über 1000 m².

### Gewerbegebiete

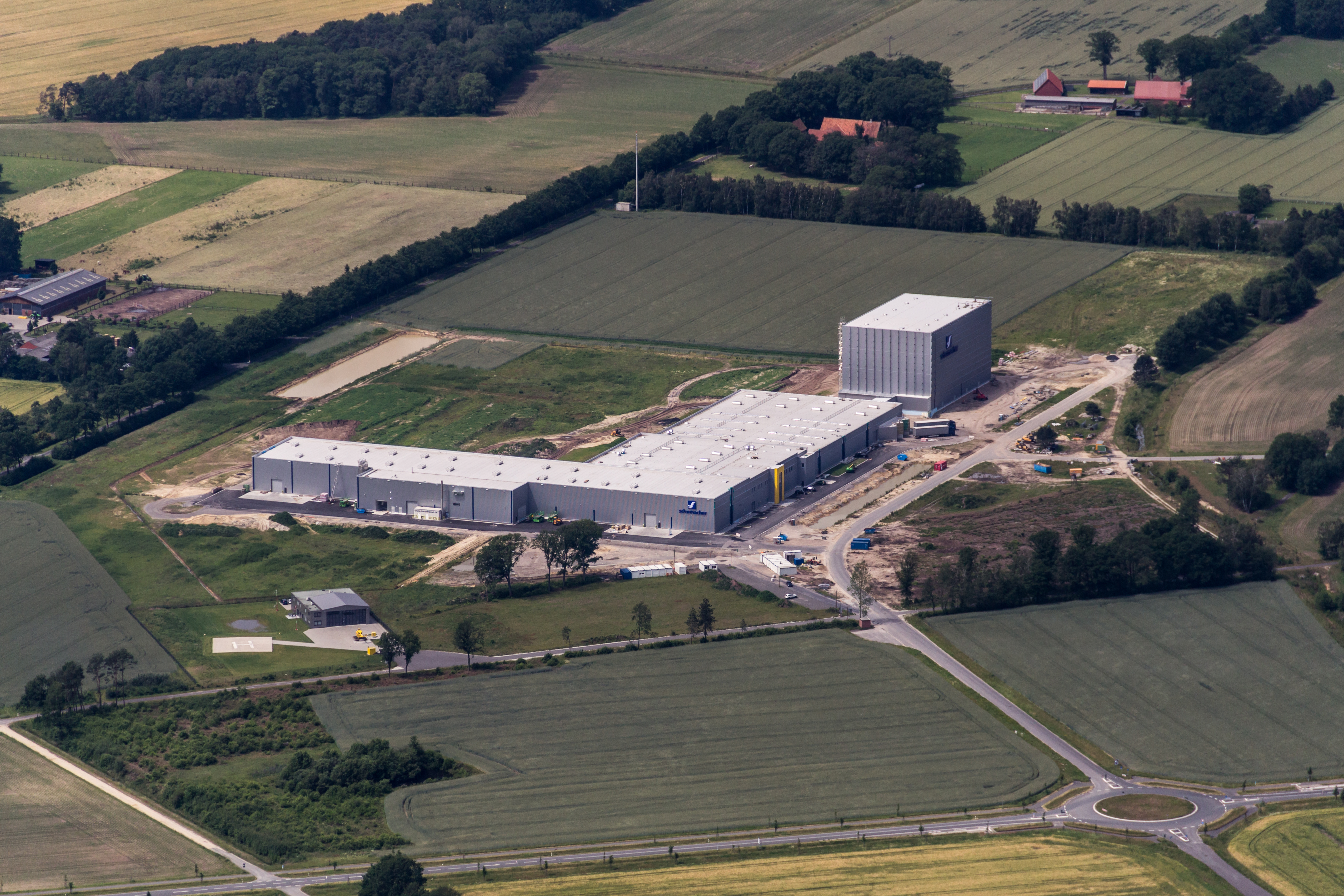
Gewerbe im neuen Airportpark am Flughafen in Greven-Hüttrup

Auf dem Grevener Stadtgebiet gibt es derzeit zehn Gewerbegebiete mit unterschiedlichen Flächenverfügbarkeiten. Greven hat erst jüngst gemeinsam mit Emsdetten ein großes Gewerbegebiet im Ortsteil Reckenfeld erschlossen. Des Weiteren ist gemeinsam mit der Stadt Münster und dem Kreis Steinfurt der 200 Hektar große „Airportpark“ unmittelbar zwischen dem Flughafen Münster/Osnabrück und der A 1 entstanden. Angesiedelt haben sich hier mittlerweile unter anderem ein Werk der Schumacher-Packaging-Gruppe, einem Wellpappe-Produzenten mit Stammsitz im oberfränkischen Ebersdorf bei Coburg oder auch Unternehmen wie Beresa und Hermes.
Im Jahr 2015 wurde im Rahmen des Gewerbe- und Industrieflächenkonzeptes (GEKO) u. a. eine Wirtschaftsstrukturanalyse durchgeführt. Eine Fortschreibung des Konzeptes ist seit September 2020 in Bearbeitung. Nachdem aktuell im Gewerbegebiet an der Mergenthaler Straße keine Gewerbegrundstücke mehr zur Verfügung stehen, können mittelfristig im Gewerbegebiet an der Gutenbergstraße wieder Gewerbegrundstücke erworben werden. Durch die Erweiterung entstehen dort auf ca. 36.000 m² neue Grundstücksgrößen zwischen 1.000 und 5.000 m² für kleingewerbliche Ansiedlungen und Handwerksunternehmen. Besonders geachtet wird bei der Vermarktung auf den Aspekt der Nachhaltigkeit (Dach- und Fassadenbegrünung, Versickerung des Regenwassers etc.).

### Tourismus
Der wichtigste Zweig des Grevener Tourismus ist das Fahrradfahren. Greven Marketing e. V. (vormals Verkehrsverein Greven) betreibt eine Fahrradstation, bei der Touristen Räder ausleihen können. Außerdem hat die Tourist-Information des Vereins ihren Sitz in der Innenstadt. Der beliebte Emsradweg führt quer durch das Stadtgebiet. Daneben spielt auch der Kanusport auf der Ems und zunehmend der Reittourismus eine große Rolle. In Greven gibt es beispielsweise zwei Reitvereine und zwei Isländerhöfe. Im August 2004 wurde Deutschlands erster integrativer Reitweg für Menschen mit Behinderung eingeweiht, der teilweise über Grevener Gebiet führt. Am Grevener Campingplatz Westheide gibt es eine behindertengerechte Service-Station, auf der die Pferde versorgt werden können.

### Landwirtschaft
Die meisten landwirtschaftlichen Betriebe betreiben Bullen-, Schweine- oder Geflügelmast. Angebaut werden in erster Linie Futterpflanzen, vor allem Mais. Durch die intensive Landwirtschaft ist das Grundwasser teilweise stark mit Nitraten belastet.

### Bildung

#### Schulen

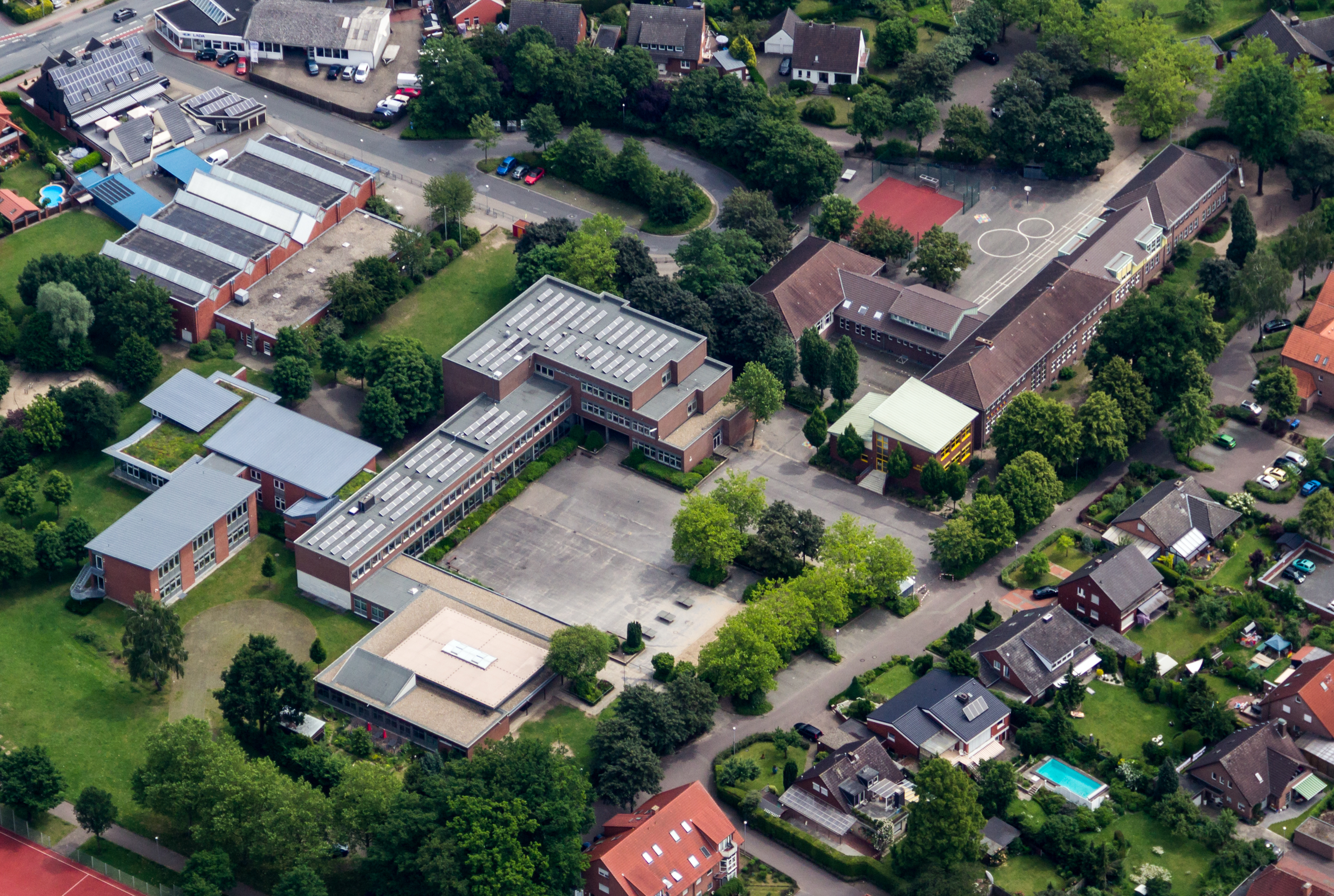
Das Schulzentrum im Westen der Stadt mit der Anne-Frank-Realschule und der Josef-Grundschule

Greven verfügt über fünf Grundschulen: Die katholischen Grundschulen St. Marien, St. Martini und St. Josef sowie die evangelische Martin-Luther-Grundschule liegen im Stadtbereich, die Erich-Kästner-Gemeinschaftsgrundschule im Ortsteil Reckenfeld. Im Bereich der weiterführenden Schulen bietet die Stadt eine Realschule (die Anne-Frank-Realschule im Westen), ein Gymnasium (das Gymnasium Augustinianum an der Lindenstraße u. a. mit bilingualem Zweig), eine Gesamtschule (die Nelson-Mandela-Gesamtschule an der Teichstraße) und eine Förderschule mit den Schwerpunkten emotionale und soziale Entwicklung in der Sekundarstufe I (die Schule an der Ems, ehemals Johannesschule, an der Alten Lindenstraße). An jeder der fünf Grundschulen und in den Jahrgängen 1 bis 6 der Förderschule gibt es Betreuungsangebote bis längstens 16 Uhr zur freiwilligen Teilnahme in der Offenen Ganztagsschule. Mit dem Schuljahr 2012/13 entstand die Gesamtschule aus dem Zusammenschluss der benachbarten Marien-Hauptschule und der Justin-Kleinwächter-Realschule, welche in der Folge im Sommer 2017 ausliefen und nicht mehr existieren.
Die Schulen beteiligten sich am Projekt Schule ohne Rassismus – Schule mit Courage.

#### Weitere Bildungseinrichtungen
In Greven gibt es eine Musikschule sowie eine Volkshochschule (VHS), welche beide gemeinsam mit den Nachbarkommunen Emsdetten und Saerbeck als Zweckverbände betrieben werden.

### Stadtbibliothek
Die Grevener Stadtbibliothek verfügt über einen online erreichbaren Katalog. Mit 142.500 Besuchern und 358.000 Ausleihen wurde 2009 ein neuer Rekord aufgestellt, 2011 gab es sogar 390.067 Ausleihen. Unter anderem stehen rund 38.500 Bücher und 50 Zeitschriften, insgesamt über 44.200 Medieneinheiten, zum Ausleihen bereit. 2016 wurden rund 340.000 Ausleihen verbucht.

### Stadtarchiv
Greven hat ein modernes Stadtarchiv, das auch im Internet erreichbar ist. Die Seite bietet historische Informationen zur Ortsgeschichte, die zum Teil auch kostenlos als Download verfügbar sind. Über die Seite des Stadtarchivs im Archivportal NRW sind Informationen zu den Beständen abrufbar. Darüber hinaus sind einige Daten im Archivportal-D online.

### Zeitungen am Ort
- Westfälische Nachrichten
- Grevener Zeitung (Regionalausgabe der Münsterschen Zeitung mit übernommenen Inhalten der Lokalausgabe der Westfälischen Nachrichten)
- "Hallo" (gratis,  samstags)

### Verkehr

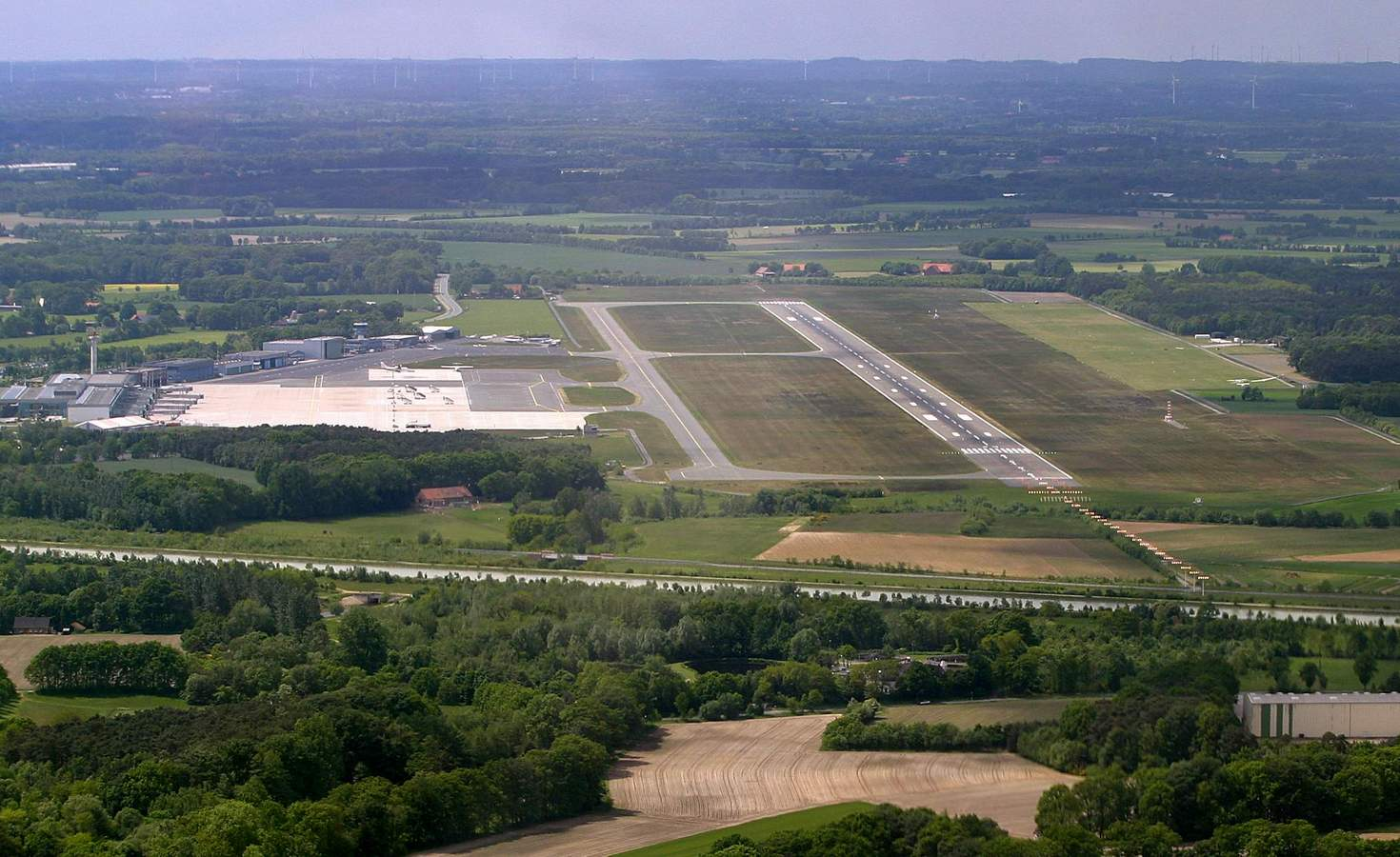
Flughafen Münster-Osnabrück mit Dortmund-Ems-Kanal

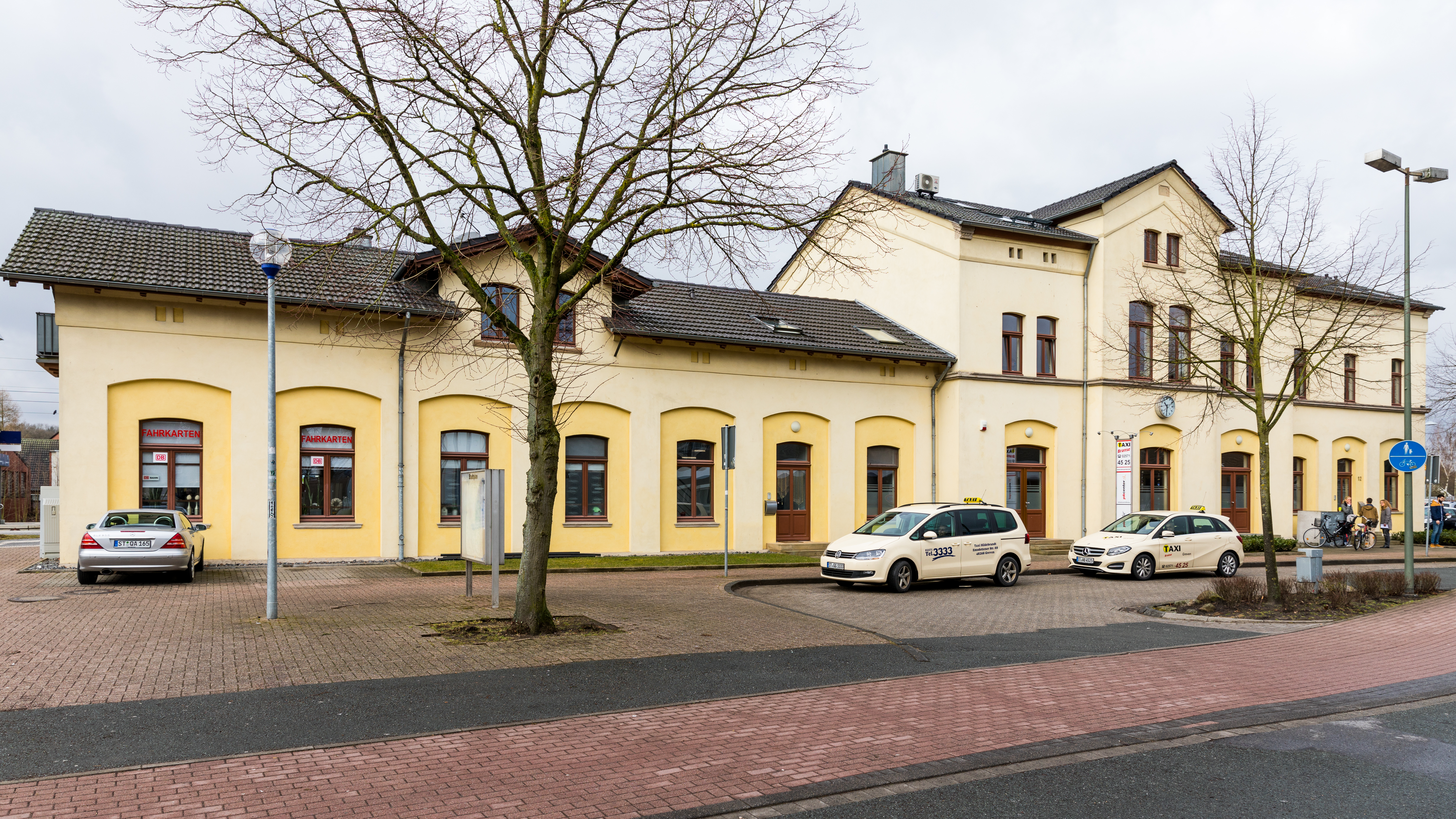
Bahnhof Greven

#### Flugverkehr
Überregionale Bedeutung erfährt Greven durch den auf seinem Stadtgebiet liegenden Flughafen Münster/Osnabrück. Der Flughafen dient neben Urlaubs-Charterflügen hauptsächlich als Zubringer-Flughafen. Lufthansa fliegt Frankfurt und München an.

#### Straßenverkehr
Greven hat zwei Anschlussstellen an die angrenzende Autobahn A 1. Die B 219 und die B 481 verlaufen durch Greven.

#### Eisenbahnverkehr
Die Stadt liegt an der Bahnstrecke Münster–Rheine und gehört der Verkehrsgemeinschaft Münsterland an. Zweimal stündlich halten hier Regionalzüge, die weiter nach Emden bzw. über Köln nach Krefeld fahren. Hinzu kommt die Ems-Bahn, welche sämtliche Stationen zwischen Münster und Rheine bedient. Der Bahnhof Greven liegt links der Ems und ist von der Innenstadt in zehn Minuten fußläufig zu erreichen. Auch der Ortsteil Reckenfeld verfügt über einen Bahnhof (Haltepunkt). Es gilt der Westfalentarif.
| Linie | Streckenverlauf | Takt                   | Betreiber                         | Material |
| ----- | --- | ---------------------- | --------------------------------- | -------- |
| RE 7  | Rhein-Münsterland-Express: Rheine – Emsdetten – Greven – Münster Hbf – Münster-Hiltrup – Drensteinfurt – Hamm (Westf) Hbf – Bönen – Unna – Holzwickede – Schwerte – Hagen Hbf – Ennepetal (Gevelsberg) – Schwelm – Wuppertal-Oberbarmen – Wuppertal Hbf – Solingen Hbf – Opladen – Köln Messe/Deutz – Köln Hbf – Dormagen – Neuss Hbf – Meerbusch-Osterath – Krefeld-Oppum – Krefeld Hbf Stand: Fahrplanwechsel Dezember 2023 | 60 min                 | National Express \|\| 2× Talent 2 |          |
| RE 15 | Emsland-Express: (Emden Außenhafen –) (nur bei Schiffsverkehr) Emden Hbf – Leer (Ostfriesl) – Papenburg (Ems) – Aschendorf – Dörpen – Lathen – Haren (Ems) – Meppen – Geeste – Lingen (Ems) – Leschede – Salzbergen – Rheine – (Rheine-Mesum –)* Emsdetten – (Reckenfeld –)* Greven (← (Münster Zentrum Nord –)* Münster (Westf) Hbf * nur einzelne Züge Stand: Fahrplanwechsel Dezember 2023                                 | 60 min                 | WestfalenBahn \|\| 1–2× Flirt 3   |          |
| RB 65 | Ems-Bahn: Rheine – Rheine-Mesum – Emsdetten – Reckenfeld – Greven – Münster-Sprakel – Münster Zentrum Nord – Münster (Westf) Hbf Stand: Fahrplanwechsel Dezember 2021 | 60 min 25/35 min (HVZ) | Eurobahn \|\| Flirt               |          |

#### Busverkehr
In Greven verkehren mehreren Stadtbuslinien, von welchen jedoch nur die Linie 250 nach Reckenfeld den ganzen Tag über im festen Takt und ohne notwendige telefonische Voranmeldung unterwegs ist. Darüber hinaus gibt es Regionalbusse nach Münster, Nordwalde, Emsdetten und Saerbeck. Die Stadt wird außerdem von der Schnellbuslinie S50 von Münster nach Ibbenbüren bedient, welche allerdings nicht das Stadtzentrum, sondern einige außerhalb gelegene Stadtteile und den Flughafen anfährt.

#### Schiffsverkehr
Greven grenzt an die – hier noch nicht schiffbare – Ems, die dafür als Kanustrecke beliebt ist. Der Dortmund-Ems-Kanal tangiert den Ortsteil Schmedehausen; im Ortsteil Fuestrup gibt es einen Yachthafen mit Wohnmobilstellplatz sowie den „KÜ“ – die Kanalüberführung. Hier quert der Dortmund-Ems-Kanal in einem Trog die Ems.

### Feuerwehr, Rettungsdienst und Gesundheitswesen
In Greven gibt es eine Freiwillige Feuerwehr mit hauptamtlichen Kräften, der etwa 200 freiwillige und 14 hauptamtliche Feuerwehrleute angehören. Die Feuerwehr Greven setzt sich aus den Löschzügen Stadt, Gimbte, Reckenfeld, Schmedehausen und Westerode zusammen. Für die Jugend bietet die Feuerwehr eine Jugendfeuerwehr mit 21 Jugendlichen.
Der Rettungsdienst wird sieben Tage in der Woche durch die hauptamtlichen Feuerwehrleute sichergestellt. Von Montag bis Freitag werden diese durch den Rettungswagen der Malteser-Rettungswache unterstützt. Das an der Malteser-Rettungswache „Up'n Nien Esch“ stationierte Notarzteinsatzfahrzeug ist mit einem Arzt und abwechselnd durch einen Rettungsassistenten bzw. Notfallsanitäter der Feuerwehr Greven und der Malteser Greven besetzt.
Darüber hinaus stellt die DLRG Greven neben der Feuerwehr Rheine eine der beiden Tauchergruppen im Kreis Steinfurt.
Neben dem haus- und fachärztlichen Gesundheitswesen verfügt Greven mit dem zur Münsteraner Franziskus-Stiftung zugehörigen Maria-Josef-Hospital über ein vollwertiges Krankenhaus mit stationärer und intensivmedizinischer Versorgung.

## Persönlichkeiten

### Söhne und Töchter der Stadt
- Johann Christoph Biederlack (1773–1854), Kaufmann und Abgeordneter im westfälischen Provinziallandtag
- Bernhard Niehues (1831–1909), deutscher Historiker, Mitglied des Preußischen Herrenhauses
- Joseph Biederlack SJ (1845–1930), katholischer Theologe, Professor für Kirchenrecht in Rom und Innsbruck
- Heinrich Ottenjann (1886–1961), Gründer des Museumsdorf Cloppenburg
- Josef Gronover (1890–1963), Jurist und Politiker (Zentrum, NSDAP), Bürgermeister von Dorsten
- Anton Minnebusch (1894–1959), Weber, Kaufmann und Kommunalpolitiker (CDU), Bürgermeister der Gemeinde Greven-Dorf, des Amtes sowie der Stadt Greven 1946 bis 1959
- Franz Homoet (1896–1971), Landschafts-, Marine-, Genre-, Figurenmaler und Kunsterzieher am Gymnasium Paulinum
- Wilhelm Palmes (1903–1982), Maler
- Alfons Mersmann (1905–1945), römisch-katholischer Geistlicher, NS-Opfer
- Joe Menke (1925–2001), Schlagerkomponist, Musikproduzent und Gründer des „Tonstudios Maschen“
- Dietfried Gerhardus (1938–2022), Philosoph
- Werner Wolbert (* 1946), römisch-katholischer Theologe und Hochschullehrer
- Wolfgang Beckermann (* 1959), Kommunalpolitiker, ehemaliger Erster Beigeordneter Grevens
- Anton Markus Pasing (* 1962), Architekt
- Christoph Tesche (* 1962), Kommunalpolitiker
- Wilhelm Bruns (* 1963), Hornist und Spezialist auf dem ventillosen Naturhorn
- Friedhelm Marx (* 1963), Literaturwissenschaftler und Hochschullehrer
- Christian Wilp (* 1964), Journalist, Chefkorrespondent im Hauptstadtstudio Berlin von n-tv und RTL
- Dietmar Panske (1967–2025), Politiker (CDU)
- Jochen Reidegeld (* 1969), römisch-katholischer Geistlicher, Aktivist gegen sexuellen Kindesmissbrauch
- Thomas Bruns (* 1976), Lyriker und Schriftsteller
- Daniel Lau (* 1978), Archäologe
- Henning Verlage (* 1978), Mitglied der Band Unheilig, Musikproduzent
- Susanna Mewe (* 1981), Schriftstellerin
- Julian Loose (* 1985), Fußballspieler
- Nils Babin (* 1987), Handballtorwart
- Udo Bönstrup (* 1994), Comedian

### Persönlichkeiten, die mit der Stadt verbunden sind
- Hans Lauscher (1904–1981), Jurist und Politiker (CDU), Abgeordneter im Landtag von NRW 1950 bis 1966
- Albert Volkmann (1908–1985), bekannter deutscher Schachkomponist
- Aloys Wähning (1914–1995), deutscher Lehrer und Kommunalpolitiker (CDU), längst dienender Bürgermeister der Stadt Greven von 1959 bis 1979 und erster Ehrenbürger der Stadtgeschichte
- Werner Heukamp (1929–2020), katholischer Geistlicher, Autor und Heimatforscher, war von 1966 bis 1969 Kaplan an St. Martinus und leitete von 1969 bis 1994 als Pfarrer die St.-Mariä-Himmelfahrt-Gemeinde sowie ab 1975 auch den Pfarrverband Greven.
- Hubert Binder (1933–2018), deutscher Weber, Gewerkschafter und Kommunalpolitiker (SPD), letzter ehrenamtlicher Bürgermeister der Stadt Greven 1989 bis 1995
- Fritz Pölking (1936–2007), deutscher Naturfotograf und Verleger. Er gilt als einer der Wegbereiter der modernen Tierfotografie in Europa. Er lebte bis 2007 in Greven.
- Norbert Tschirpke (* 1957), Künstler und Kulturmanager, Teilnahme an Ausstellungen im Kunstverein Greven
- Olaf Gericke (* 1966), Landrat des Kreises Warendorf seit 2006, Bürgermeister Grevens von 2003 bis 2006
- Willi Herren (1975–2021), Schauspieler und Entertainer, lebte bis 2010 in Greven

## Filme
- Mein Freund aus Faro. Spielfilm, Deutschland 2008. Regie und Drehbuch: Nana Neul, 91 Minuten. Coming-of-Age-Film über Homosexualität und Leben in der Provinz. Spielt in Greven und wurde dort im Sommer 2007, unter anderem am Flughafen Münster/Osnabrück, in den umliegenden Bauerschaften sowie im Hansaviertel gedreht.